# K3 (stripreeks)
K3 (voorheen De avonturen van K3) is een vedettestrip gebaseerd op Belgische meidengroep K3, met de toenmalige bezetting bestaande uit  de drie zangeressen Karen, Kathleen en Kristel. De reeks kende zijn begin in 2000. De reeks werd getekend door striptekenaar Patriek Roelens. Jan Ruysbergh nam de scenario's voor zijn rekening. De strips werden achtereenvolgens uitgegeven door Infotex, Dupuis, Studio 100 en Mezzanine. Het laatste deel werd uitgegeven door Ballon comics.

## Nieuwe reeksen

### De nieuwe avonturen van K3
De latere reeks kreeg de naam De nieuwe avonturen van K3 en werd terug vanaf nummer 1 genummerd, omdat Josje Huisman een nieuw personages is geworden.

### Derde reeks
In 2018 verscheen er een derde stripreeks met K3 onder dezelfde titel als de originele: De avonturen van K3. De strip wordt geschreven door Bruno De Roover met tekeningen van Dirk Stallaert. De nummering begon ook terug vanaf 1 met in de hoofdrol de nieuwe bezetting van K3: Hanne, Marthe en Klaasje.